# Großer Titel des Kaisers von Österreich
Der Große Titel des Kaisers von Österreich war die offizielle Aufzählung der Kronen, Titel und Würden, die die vier Kaiser von Österreich von der Begründung des Kaisertums Österreich 1804 bis zum Ende der österreich-ungarischen Doppelmonarchie 1918 trugen. Er geht auf Franz I. zurück, der ihn in der Kaiserproklamation vom 11. August 1804 festlegte.

## Zusammensetzung und Bedeutung
Der österreichische Herrscher war nicht lediglich Kaiser von Österreich und – seit dem Ausgleich von 1867 vor anderen Königstiteln besonders hervorgehoben – Apostolischer König von Ungarn, sondern hatte einen Herrschaftstitel für jedes einzelne Kronland und noch eine Reihe weiterer Titel inne. Alle diese Würden waren im sogenannten Großen Titel zusammengefasst – übrigens auch dort nicht vollzählig, wie sich aus der korrekten Angabe mit dem „etc.“ an mehreren Stellen ergibt.
Der Große Titel verstand sich wie der kaiserliche Doppeladler, das kaiserliche Wappen, die Österreichische Kaiserkrone, Zepter und Reichsapfel sowie der kaiserliche Hofstaat mit seinem Hofzeremoniell als Ausdruck der von Gott gegebenen monarchischen Macht und ihres Länder überspannenden Prestiges.
Manche Titel – wie die meisten der auf Italien bezogenen Würden, zum Beispiel des Großherzogs von Toskana – wurden spätestens nach den Schlachten von Magenta und Solferino 1859 nur noch als Anspruchstitel geführt. Andere, wie der Titel des Königs von Jerusalem, waren im Großen Titel nur aus historischen Gründen vertreten, und zwar als Erbschaft von den Hohenstaufen über die Könige von Neapel an die Habsburger. Die Titel des Grafen von Habsburg und Kyburg beziehen sich auf den ursprünglichsten Besitz der Habsburger, die schon seit dem frühen 15. Jahrhundert bei der Schweiz (die Habsburg 1415 verloren, die Kyburg 1424 verpfändet) und nie mehr habsburgischer Besitz waren. Desgleichen bezieht sich auch Lothringen auf die familiäre Herkunft des männlichen Begründers des Hauses Habsburg-Lothringen. Obschon Erzherzog von Österreich, vom Kaiser geführt, ein tatsächlicher Landesherrschaftstitel war (nämlich über die heutigen Bundesländer Niederösterreich, Oberösterreich und Wien), war dieser Titel zugleich der Geburtstitel aller Prinzen und Prinzessinnen des kaiserlichen Hauses.
Der Große Titel musste in Österreich zur Zeit der Monarchie von allen Schulkindern auswendig gelernt werden.
Praktische Bedeutung erlangten Teile des Großen Titels, wenn – wie es bei in inoffizieller Eigenschaft sich im Ausland aufhaltender Fürsten üblich war – der Kaiser es seinen Gastgebern erleichtern wollte, störende protokollarische Pflichten zu umgehen. Zu diesem Zweck legte er sich unter Verwendung eines nachrangigen Titels ein Inkognito zu, das aber den Träger des Namens erkennen ließ. Franz Josef I. verwendete im Ausland bei privaten Reisen daher den Titel eines „Grafen von Hohenems“.

## Der Große Titel
Der Große Titel Franz Josephs I. lautete seit dem 29. Jänner 1869 wie folgt:
| Seine Kaiserliche und Königliche Apostolische Majestät N.N. von Gottes Gnaden Kaiser von Österreich, König von Ungarn und Böhmen, von Dalmatien, Kroatien, Slawonien, Galizien, Lodomerien und Illyrien; König von Jerusalem etc.; (1) Erzherzog von Österreich; Großherzog von Toskana und Krakau; Herzog von Lothringen, von Salzburg, Steyer, Kärnten, Krain und der Bukowina; Großfürst von Siebenbürgen, Markgraf von Mähren; Herzog von Ober- und Niederschlesien, von Modena, Parma, Piacenza und Guastalla, von Auschwitz und Zator, von Teschen, Friaul, Ragusa und Zara; Gefürsteter Graf von Habsburg und Tirol, von Kyburg, Görz und Gradisca; Fürst von Trient und Brixen; Markgraf von Ober- und Niederlausitz und in Istrien; Graf von Hohenems, Feldkirch, Bregenz, Sonnenberg etc.; (2) Herr von Triest, von Cattaro und auf der Windischen Mark; Großwojwode der Woiwodschaft Serbien etc., etc. (3) |

(1) „König von Jerusalem etc.“, das sind die historischen Titularansprüche an die Kreuzfahrerstaaten
(2) „Hohenems, Feldkirch, Bregenz, Sonnenberg etc.“, das ist das Kronland Vorarlberg
(3) „etc.“, das ist die in Titulaturen übliche allgemeine Floskel für weitere ungenannte Titel
Kaiser Franz führte in den zwei Jahren von seiner Proklamation des Kaisertums Österreich 1804 bis zu seiner Niederlegung der römisch-deutschen Kaiserkrone (des von ihm als nicht mehr bestehend erklärten Heiligen Römischen Reichs) 1806 den großen Titel mit dem Beginn von Gottes Gnaden erwählter Römischer Kaiser, zu allen Zeiten Mehrer des Reichs sowie König in Germanien.
Bis zum 3. Oktober 1866 umfasste der Titel auch den des Königs der Lombardei und Venedigs.
Beim letzten Kaiser Karl I. beginnt es mit „Karl der Erste“ und nach „König von Ungarn“ folgt „dieses Namens der Vierte.“

## Nachnutzung
Der Große Titel wurde nach 1918 als historische Reminiszenz bei zwei habsburgischen Bestattungszeremonien in Wien eingesetzt.
Bei der Bestattung der letzten Kaiserin, Zita, am 1. April 1989 in der Kapuzinergruft wurde, bevor das Tor geöffnet und der Sarg in die Gruft getragen wurde, durch einen von der Familie bestellten Sprecher dreimal um Einlass für die Verstorbene gebeten. Die erste Bitte begann mit der weiblichen Form des Großen Titels und Hervorhebung der wirklich stattgefundenen Krönung ihres Mannes: „Zita, die Kaiserin von Österreich, gekrönte Königin von Ungarn, Königin von Böhmen, …“ Bei den Herzogintiteln wurde der Habsburgische Anspruchstitel auf Parma ausgelassen, da sie eine nähere Bindung hatte. Zitas Vater Robert von Parma war von 1854 bis 1860 der letzte Herzog von Parma und in Anspruch darauf wurde sie, obwohl erst 1892 geboren, Prinzessin. So wurde am Schluss der Titelaufzählung „Infantin von Spanien, Prinzessin von Portugal und von Parma“ hinzugefügt.
Für Zitas Sohn Otto von Habsburg wurde am 16. Juli 2011 um Einlass in die Gruft gebeten: „Otto von Österreich, einst Kronprinz von Österreich-Ungarn, königlicher Prinz von Ungarn und Böhmen, …“. König von Jerusalem sowie Erzherzog von Österreich wurden in der Aufzählung der Titel weggelassen. (Kein Kaiser von Österreich war tatsächlich Herrscher über Jerusalem; es handelte sich von Anfang an um einen nur aus Prestigegründen geführten historischen Anspruchstitel. Auf Herrschaftsansprüche in Österreich hatte Otto 1961 gegenüber der Republik Österreich in aller Form verzichtet.)

## Der Mittlere und der Kleine Titel, andere Titularien

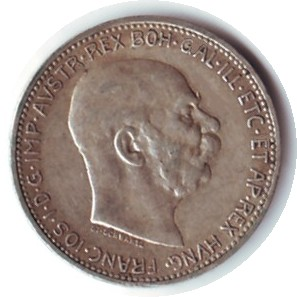
1-Kronen-Stück von 1913 mit Kurzfassung des Titels

Neben dem bis hinunter zur Herrschaft aufzählenden Großen Titel gab es noch den Mittleren Titel und den Kleinen Titel, verkürzte Fassungen der Titulatur und auch die Reihung kann sich zweckmäßiger Weise ein wenig ändern.
- Der Mittlere Titel endet beim „gefürsteten Graf von Habsburg und Tirol“. Auch davor fehlen einzelne Herrschaftsgebiete, dafür wandelt sich der „König von Ungarn“ nach erfolgter Krönung zu „Apostolischer König von Ungarn“ und vor Böhmen tritt ein zusätzliches „König von“, da hier apostolisch nicht zutrifft.
- Der Kleine Titel zählt entweder die wichtigsten Königreiche auf und endet mit „Erzherzog von Österreich“ (bis Anfang 1868) oder enthält nach dem Kaiser nur (verdreht) „König von Böhmen u.s.w. und Apostolischer König von Ungarn.“

Zusätzlich gab es die numismatische Klausel „(N.N.) D.G.IMP.AUSTR.REX BOH.GAL.ILL.ETC.ET AP.REX HUNG.“ (auf Ungarisch „(N.N.) I.K.A.CS.ÉS M.H.S.D.O.AP.KIR.“ für Isten kegyelméből ausztriai császár és Magyar-, Horvát-, Szlavon-, Dalmátországok apostoli királya), wie er auf der Krone (bis 1918) zu finden ist. Auf den bis zum Jahr 1892 gebräuchlichen Gulden wurden verschiedene andere Klauseln verwendet, zum Beispiel "(N.N.)•I•D•G•AVSTRIAE IMPERATOR" oder "(N.N.)•I•D•G•AVSTR•IMP•HVNG•BOH•REX".
Im persönlichen Verkehr mit anderen Monarchen und anderen Hochadeligen machte der Kaiser vom großen Titel, außer auf Urkunden, keinen Gebrauch. So waren Visitenkarten, die Geschenken an andere Monarchen beilagen, einfach mit Franz Joseph beschriftet; Hochadeligen gegenüber mit Kaiser Franz Joseph. Die Titel konnten die Empfänger bei Bedarf im Hof- und Staatshandbuch der österreichisch-ungarischen Monarchie nachschlagen lassen.